# Noel Pemberton Billing
Pour les articles homonymes, voir Pemberton.
Noel Pemberton Billing (31 janvier 1881 – 11 novembre 1948) est un inventeur, homme politique et aviateur britannique.

## Biographie
Il naît le 21 janvier 1881 à Hampstead. Champion de boxe à l'âge de 16 ans à Durban en Afrique du sud il entre à 18 ans dans la police montée du Natal et participe à la guerre des Boers.
Après avoir fait fortune en vendant des armes et des yachts, il construit son premier planeur (avec lequel il s'écrasera) en 1904 puis un avion monoplan en 1908. Il fonde la société Pemberton-Billing pour construire des avions. Il vendra ses actions de sa société après avoir été élu à la Chambre des communes en 1916. Par la suite la société deviendra Supermarine, le constructeur du Spitfire.
Il fonde en 1917 la « Vigilante Society » et un journal tout d'abord baptisé The imperialist puis Vigilante dans lequel il affiche sa xénophobie et son homophobie.
L'actrice Maud Allan lui fera un procès en diffamation en 1918 à la suite d'affirmations selon lesquelles elle figurait sur une liste des services secrets allemands ou figuraient 47 000 noms de britanniques influents et "déviants sexuels". Pemberton Billing sera acquitté.
Il démissionne du parlement en 1921.
En 1929, Point ne tueras sort sur les écrans, adapté de sa pièce de théâtre.
Dans les années 1930 il ouvre un casino au Mexique avec le boxeur Jack Dempsey puis revient en Angleterre ou il transforme le Royal Court Theatre en cinéma.
En 1934 il fonde la "Compass Camera Limited" pour fabriquer un modèle d'appareil photo contenant tous les perfectionnements possibles dans le volume d'un paquet de cigarettes, le Compass. La petite histoire prétend que c'est après avoir vu une pendulette Atmos qu'il décida de confier la fabrication à LeCoultre, fabrique suisse d'horlogerie au Sentier. Après un développement long et difficile le Compass sera commercialisé en 1937 mais les ventes seront sérieusement freinées par les problèmes de qualité de la maison Ilford qui devait fabriquer les mini plans-films destinés à cet appareil  (90% de films défectueux selon le rapport annuel 1937 de LeCoultre).
Dès 1938, LeCoultre avait déjà renoncé à amortir les frais d'études et la seconde guerre s'est chargée de détruire les derniers espoirs puisque l'usine Ilford produisant si difficilement les films spéciaux sera détruite dès le début du Blitz.
Entre 1944 et 1946 Pemberton Billing fera un autre essai de développement d'un appareil photo (le Phantom) et de son environnement technique (développement des films, tirages contact et agrandissement) mais l'affaire périclitera encore plus vite que le Compass puisqu'il n'y aura qu'un prototype partiellement réalisé.
Il meurt le 11 novembre 1948 à Burnham-on-Crouch.

## Ouvrages
- Air War: how to Wage it, 1916
- The Aeroplane of Tomorrow, 1941
- Defence against the night bomber, 1941